# 松村茂樹
松村 茂樹（まつむら しげき、1961年1月1日 - ）は、日本の中国学者。大妻女子大学教授。専攻領域は中国文化論、アジア太平洋国際交流論。
大阪府出身。書画から映画まで幅広く扱い、明代から現代までの中国の文化人を研究。近年は呉昌碩と河井荃廬や長尾雨山をはじめとする日本人との交流を中心に、ボストン美術館の岡倉天心と雨山との関わりをもふまえて、日・中・米を視野に入れた書画文墨趣味ネットワークの解明にも取り組んでいる。

## 略歴
1979年3月－大阪府立八尾高等学校卒業
1979年4月－筑波大学芸術専門学群美術主専攻書コース入学
1982年9月－浙江美術学院(現:中国美術学院)国画系書法篆刻班普通進修生（文部省推薦中国政府奨学金留学生）
1982年11月－中央美術学院美術史系中国美術史専業普通進修生転入。1984年3月修了。
1985年 3月－筑波大学芸術専門学群美術主専攻書コース卒業
1987年 3月－筑波大学大学院修士課程芸術研究科美術専攻書分野修了[芸術学修士]
1987年 4月－筑波大学大学院博士課程文芸･言語研究科研究生
1989年 4月－筑波大学大学院博士課程文芸･言語研究科各国文学(中国文学)専攻入学　
1990年 3月－筑波大学大学院博士課程文芸･言語研究科各国文学(中国文学)専攻中退
1990年 4月－大妻女子大学文学部国文学科専任講師
1995年 4月－大妻女子大学文学部国文学科(1998年4月より日本文学科)助教授
2002年 4月－大妻女子大学文学部コミュニケーション文化学科助教授
2003年 4月－大妻女子大学文学部コミュニケーション文化学科教授(現在に至る) 
2008年 3月－「呉昌碩研究」で筑波大学博士（文学）の学位取得（博乙第2353号） 
2015年 4月－ボストン大学客員研究員(2016年3月まで)

## 所属学会
- 日本中国学会（研究推進・国際交流委員（2018年3月まで）、評議員（現任））
- 中国文化学会(常務理事・企画委員長（2015年6月まで）、理事・企画委員（現任）)
- 中国文芸研究会
- 老舎研究会
- 西泠印社(中国・海外名誉会員)
- 上海呉昌碩芸術研究協会(中国・研究会員)

## 著書
- 『遺老が語る故宮博物院』(共訳)二玄社、1985年
- 『傅山』（共著）、芸術新聞社、1994年
- 『鄭板橋』(共著)、芸術新聞社、1997年
- 『近代中国の文化人と書』研文出版、2000年
- 『書を探る―王羲之から書教育まで』アートダイジェスト、2000年
- 『呉昌碩談論―文人と芸術家の間―』（単編）、柳原出版、2001年
- 『呉昌碩研究』研文出版、2009年
- 『書を考える―書の本質とは』二玄社、2010年
- 『呉昌碩と日本人士』「Otsuma eBook」大妻女子大学人間生活文化研究所、2019年
- 『書と画を論じる』研文出版、2019年